# World Series Baseball '95 (jeu vidéo, Mega Drive)
Ne doit pas être confondu avec World Series Baseball '95 (jeu vidéo, Game Gear).
 (juin 2020).
Si vous disposez d'ouvrages ou d'articles de référence ou si vous connaissez des sites web de qualité traitant du thème abordé ici, merci de compléter l'article en donnant les références utiles à sa vérifiabilité et en les liant à la section « Notes et références ».
World Series Baseball '95 est un jeu vidéo de baseball sorti en 1995 sur Mega Drive. Le jeu a été développé par BlueSky Software puis édité par Sega.